# Horminum pirenejskie
Horminum pirenejskie (Horminum pyrenaicum L.) – gatunek byliny z rodziny jasnotowatych. Reprezentuje monotypowy rodzaj horminum Horminum. Występuje w Alpach i Pirenejach. Uprawiany jest jako roślina ozdobna dla efektownych kwiatów, w Polsce raczej rzadko spotykany.

## Morfologia

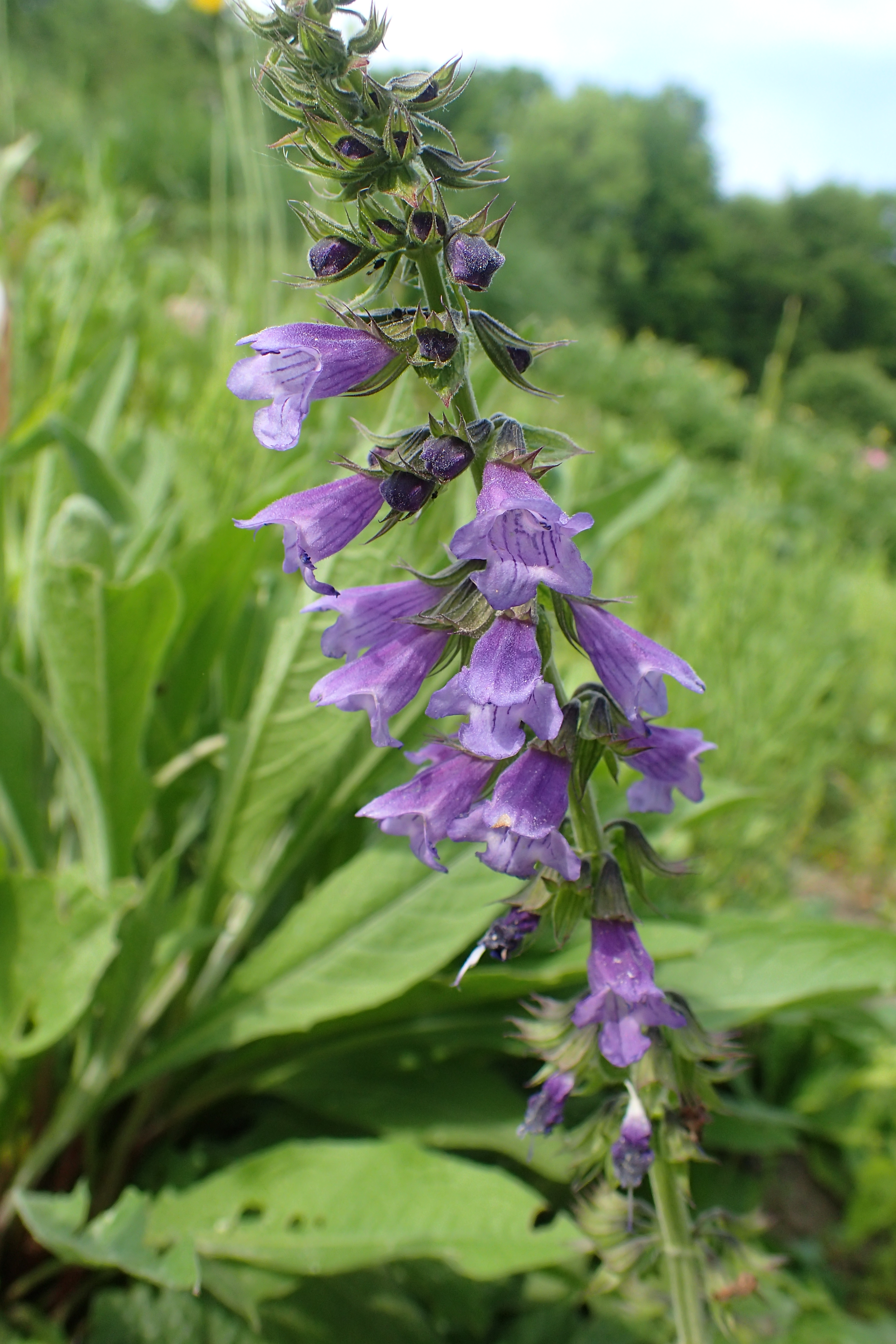
Kwiaty

PokrójKępkowa roślina o wysokości do 30–50 cm.
ŁodygaPojedyncza, wzniesiona, czterokanciasta, owłosiona.
LiścieZimotrwałe liście odziomkowe są pojedyncze, owalne lub eliptyczne, gładkie, ciemnozielone i mają karbowane brzegi. Dużo mniejsze liście łodygowe wyrastają po 2 naprzemianlegle.
KwiatyWyrastają okółkowo w kątach niewielkich liści w górnej części łodygi na 2/3 jej długości. Są to kwiaty grzbieciste, mają fioletowy kolor i kwitną od maja do czerwca.

## Zastosowanie i uprawa
- Zastosowanie. Nadaje się do ogródków skalnych i na rabaty. Walorami ozdobnymi tej rośliny są zimotrwałe liście, nieco mniejszymi także kwiatostan.
- Wymagania. Roślina łatwa w uprawie. Nie ma specjalnych wymagań co do gleby i może rosnąć na każdej typowej ziemi ogrodniczej i to zarówno na podłożu obojętnym, jak i lekko kwaśnym czy lekko zasadowym, byle tylko było to podłoże wystarczająco przepuszczalne (silnie gliniaste nie nadaje się). Może rosnąć na stanowisku zarówno zacienionym, jak i słonecznym, w tym jednak przypadku należy ją w czasie upałów  podlewać. Ma dość dobrą mrozoodporność, jednakże na stanowiskach słonecznych zaleca się na zimę jej lekkie okrycie gałązkami drzew iglastych.
- Rozmnażanie. Najłatwiej poprzez podział rozrośniętych kęp. Można też jesienią wysiewać nasiona wprost do gruntu. Z reguły sama  daje silny samosiew.